# Nuoto ai Giochi della XXV Olimpiade - 400 metri stile libero femminili
Hanno partecipato alle batterie di qualificazione 33 atlete: le prime 8 si sono qualificate per la finale A, le successive 8 invece si sono qualificate per la finale B.

## Finale A
28 luglio 1992
| Posizione | Atleta           | Paese       | Tempo   |
| --------- | ---------------- | ----------- | ------- |
|           | Dagmar Hase      | Germania    | 4:07.18 |
|           | Janet Evans      | Stati Uniti | 4:07.37 |
|           | Hayley Lewis     | Australia   | 4:11.22 |
| 4         | Erika Hansen     | Stati Uniti | 4:11.50 |
| 5         | Kerstin Kielgass | Germania    | 4:11.52 |
| 6         | Isabel Arnould   | Belgio      | 4:13.75 |
| 7         | Malin Nilsson    | Svezia      | 4:14.10 |
| 8         | Suzu Chiba       | Giappone    | 4:15.71 |

## Finale B
| Posizione | Atleta             | Paese          | Tempo   |
| --------- | ------------------ | -------------- | ------- |
| 9         | Philippa Langrell  | Nuova Zelanda  | 4.12.96 |
| 10        | Sandra Cam         | Belgio         | 4:14.11 |
| 11        | Irene Dalby        | Norvegia       | 4:14.46 |
| 12        | Beatrice Coada     | Romania        | 4:14.90 |
| 13        | Carla Negrea       | Romania        | 4.14.92 |
| 14        | Olga Splichalova   | Cecoslovacchia | 4:16.41 |
| 15        | Manuela Melchiorri | Italia         | 4:20.75 |
| 16        | Hana Cerna         | Cecoslovacchia | 4:21.50 |

## Batterie di qualificazione
- Q = Qualificate per la finale A
- q = qualificate per la finale B

| Posizione | Atleta             | Paese          | Tempo     |
| --------- | ------------------ | -------------- | --------- |
| 1         | Janet Evans        | Stati Uniti    | 4:09.38 Q |
| 2         | Dagmar Hase        | Germania       | 4:10.92 Q |
| 3         | Erika Hansen       | Stati Uniti    | 4:12.08 Q |
| 4         | Kerstin Kielgass   | Germania       | 4:12.50 Q |
| 5         | Hayley Lewis       | Australia      | 4:12.95 Q |
| 6         | Malin Nilsson      | Svezia         | 4:13.16 Q |
| 7         | Isabel Arnould     | Belgio         | 4:13.81 Q |
| 8         | Suzu Chiba         | Giappone       | 4:13.85 Q |
| 9         | Philippa Langrell  | Nuova Zelanda  | 4:14.00 q |
| 10        | Olga Splichalova   | Cecoslovacchia | 4:15.43 q |
| 11        | Irene Dalby        | Norvegia       | 4:16.05 q |
| 12        | Beatrice Coada     | Romania        | 4:16.23 q |
| 13        | Mette Jacobsen     | Danimarca      | 4:16.80   |
| 14        | Carla Negrea       | Romania        | 4:17.00 q |
| 15        | Sandra Cam         | Belgio         | 4:17.87 q |
| 16        | Manuela Melchiorri | Italia         | 4:19.18 q |
| 17        | Hana Cerna         | Cecoslovacchia | 4:19.87 q |
| 18        | Julie McDonald     | Australia      | 4:20.16   |
| 19        | Samantha Foggo     | Regno Unito    | 4:22.26   |
| 20        | Itziar Esparza     | Spagna         | 4:22.27   |
| 21        | Jeanine Steenkamp  | Sudafrica      | 4:23.33   |
| 22        | Yan Ming           | Cina           | 4:23.69   |
| 23        | Laura Sánchez      | Messico        | 4:23.87   |
| 24        | Judit Kiss         | Ungheria       | 4:24.01   |
| 25        | Elizabeth Arnold   | Regno Unito    | 4:25.55   |
| 26        | Maria Marenco      | El Salvador    | 4:29.32   |
| 27        | Thanya Sridama     | Thailandia     | 4:29.64   |
| 28        | Wei Ling Yeo       | Singapore      | 4:29.76   |
| 29        | Erika Gonzalez     | Messico        | 4:32.06   |
| 30        | Robyn Lamsam       | Hong Kong      | 4:32.23   |
| 31        | Claudia Fortin     | Honduras       | 4:37.58   |
| 32        | Yu Fen Ooi         | Singapore      | 4:37.77   |
| 33        | Corinne Leclair    | Mauritius      | 4:43.53   |